# 웰컴 프레지던트
《웰컴 프레지던트》(Welcome To Mooseport)는 미국에서 제작된 도날드 페트리 감독의 2004년 코미디 영화이다. 진 핵크만 등이 주연으로 출연하였고 마크 프리드맨 등이 제작에 참여하였다.

## 출연

### 주연
- 진 핵크만
- 레이 로마노

### 조연
- 마샤 게이 하든
- 마우라 티어니
- 크리스틴 바란스키
- 프레드 세비지
- 립 톤
- 준 스큅
- 웨인 롭슨
- 존 로스먼
- 데니스 아키야마

## 기타
- 라인프로듀서: 스티븐 브라운
- 협력프로듀서: 데이비드 홀든
- 미술: 데이비드 챔프먼
- 의상: 빅키 그래프
- 배역: 로빈 D. 쿡
- 배역: 쉘리아 자프